# 阿尔特·巴克沃德
阿尔特·巴克沃德（英語：Art Buchwald，1925年10月20日—2007年1月17日），又譯阿特·布赫瓦爾德，阿特·包可華。美國幽默家。他在《華盛頓郵報》長期當專欄作家，獲多國多分報章轉載。他的專欄內容通常是政治諷刺。1982年，他榮獲普立茲評論獎（Pulitzer Prize for Commentary）分；1986年，他獲選為美國藝術暨文學學會會員。

## 著作中译本
- 《怪面的美国》ISBN  7-5006-0724-5，
- 《怪态的美国》ISBN 7-5006-1708-9

## 外部連結
- 《Beating Around the Bush: An Evening of Satire》，講者：Art Buchwald、Barry Crimmins、Paul Krassner、Kurt Vonnegut，來源：The New York Society for Ethical Culture （页面存档备份，存于），錄音日期：2005年10月6日，時間：63分鐘，檔案格式：mp3。
- 《The Final Days of Art Buchwald: A Visit by Suzette Standring （页面存档备份，存于）》，刊於Editor & Publisher。
- 《The Genius of Art Buchwald （页面存档备份，存于）》，刊於《華盛頓郵報》，2006年3月4日。
- C-SPAN內的頁面（英文）
- 在Find a Grave上的阿尔特·巴克沃德